# 第3回ニューヨーク映画批評家協会賞
第3回ニューヨーク映画批評家協会賞は、1937年の優秀な映画に贈られた賞である。1937年12月30日に発表され、1月9日に贈られた。

## 受賞
- 作品賞：
  - ゾラの生涯

- 主演男優賞：
  - ポール・ムニ - ゾラの生涯

- 主演女優賞：
  - グレタ・ガルボ - 椿姫

- 監督賞：
  - グレゴリー・ラ・カーヴァ - ステージ・ドア

- 外国映画賞：
  - うたかたの戀（ フランス）